# 劇団間座
劇団間座（げきだんはざまざ）は、日本の劇団。2016年12月、座長間寛平がオーディションで選ばれたメンバーと数人の芸人を指名し、共に旗揚げした。

## 概要
劇団間座は、若手芸人の「仕事がない」という嘆きを聞いた間寛平が「若手のために一肌脱いでがんばってみよう」と立ち上げたもの。よしもとの若手芸人や吉本新喜劇座員、プロ、アマ問わないオーディション合格者で構成される。メンバーは固定しない予定であったが、その後も引き続き出演している。寛平は7月に開催された会見で旗揚げの経緯を明かし、「僕は出番が少なくてもいいから、とりあえずその中で若手がどんどん育っていってほしい」と意気込みを語った。
2016年12月24日・25日の旗揚げ公演『恋の虫』（HEPホール）では脚本をNON STYLE・石田明、演出を村田元が行った（石田はゲストとしても出演）。また、劇中歌4曲の作詞を宮藤官九郎が担当し、作曲を赤犬が提供した。これらは、三好大貴、こさっぷ、キタノの大冒険と辻凪子、そのほかの座員たちがそれぞれボーカルを務めた。
2017年9月17日・18日の第二回公演『発明王』（ABCホール）では旗揚げ公演のメンバーに加え、ジミー大西、水玉れっぷう隊・ケン、span!・水本健一・マコトが加入し、ゲストとして村上ショージ・未知やすえ・ハイヒール・モモコが出演した。
2017年12月24日『NGK30周年記念公演 間寛平クリスマスコメディfeat．劇団間座 〜ホーリーナイト アーヘーナイト〜』（なんばグランド花月）では、前公演のメンバーにヤナギブソン・吉田裕が加わった。吉田は終演後、公演前日にNON STYLE・井上裕介がインフルエンザに罹患したため、代わりに急遽出演が決まったと明かした。この公演以降の脚本はザ・プラン9のお〜い!久馬が手掛けた。
2018年12月16日『間寛平クリスマスコメディfeat．劇団間座 「アヘ」は夜更け過ぎに「ウヒハ」と変わるだろう』（なんばグランド花月）ではNON STYLE・井上が初出演した。

## 所属芸人・俳優
旗揚げ公演より
- 間寛平
- 石田明（NON STYLE）
- アインシュタイン
  - 稲田直樹
  - 河井ゆずる
- こさっぷ
- キタノの大冒険
- みくぼ
- 溝口寛之
- 駒場孝（ミルクボーイ）
- 三好大貴（劇団Patch）
- ボブ（元プルートボブ）
- アケミ・シャイニング
- 葵樹泉
- いがわゆり蚊（吉本新喜劇）
- 岡田直子（吉本新喜劇）
- 辻凪子
- 堀川絵美
- 本間圭
- 前田まみ（吉本新喜劇）
- 山本あきこ
- 兵動大樹
- 坂田利夫

第2回公演より
- ジミー大西
- ケン（水玉れっぷう隊）
- 水本健一（span!）
- マコト（span!）

第3回公演より
- 井上裕介（NON STYLE） - 急病のため降板
- 吉田裕 - 井上の代役
- ヤナギブソン（ザ・プラン9）

## 過去に出演した特別ゲスト
- 村上ショージ
- 未知やすえ
- ハイヒール・モモコ
- 吉田裕
- 井上裕介

## スタッフ
- 脚本：石田明、久馬歩
- 演出：村田元